# 拜丘罗沃农村居民点
拜丘罗沃农村居民点（俄语：Байчуровское сельское поселение）是俄罗斯联邦沃罗涅日州波沃里诺区所属的一个农村居民点。其下辖有3个居民点，行政中心为拜丘罗沃。据2016年统计，该农村居民点的人口为1837人。